# The Waters of Mars
"The Waters of Mars" este al doilea episod special din 2009 al serialului britanic științifico-fantastic Doctor Who, care a fost transmis de BBC One la 15 noiembrie 2009. A avut premiera la BBC America la 19 decembrie 2009 și a fost lansat pe DVD și Blu-ray în Marea Britanie la 11 ianuarie 2010 și în SUA la 2 februarie 2010. Poveste are loc pe planeta Marte în anul 2059, unde Doctorul se întâlnește cu primii coloniști umani din prima colonie marțiană, Bowie Base One. Aceasta este condusă de Căpitan Adelaide Brooke care va deveni un punct de cotitură în istoria umanității. Doctorul trebuie să se decidă dacă trebuie să-și folosească cunoștințele despre soarta acesteia pentru a schimba istoria. Potrivit scenaristului și producătorului serialului Doctor Who, Russell T Davies, acest episod special este strâns legat de următoarele două episoade (The End of Time) deoarece la sfârșit apare Ood Sigma și Doctorul consideră că moartea sa se apropie. Cu toate acestea acest episod și următoarele două nu formează o povestire în trei părți. Episodul este dedicat lui Barry Letts, fost scenarist și producător al serialului care a murit în octombrie 2009. The Waters of Mars a câștigat în 2010 premiul Hugo pentru cea mai bună prezentare dramatică, la secțiunea scurt-metraj.

## Prezentare
Doctorul ajunge cu TARDIS-ul pe planeta Marte în 2059; în timp ce se plimbă la sol observă "Bowie Base One", prima colonie a oamenilor de pe planetă. El este reținut de către robotul echipajului, echipaj condus de căpitanul Adelaide Brooke. Doctorul află care este data curentă și-și amintește cu tristețe că, în această zi, baza a fost distrusă de o explozie nucleară fără supraviețuitori, totuși evenimentul a influențat pozitiv evoluția umanității, inclusiv cea a urmașilor lui Adelaide, ducând la accelerarea cercetărilor privind zborurile spațiale, omul ajungând să exploreze tot mai mult universul și să respecte formele de viață extraterestră. Astfel, explozia din 2059 este considerată un eveniment "fix în timp". Cu părere de rău totuși ajunge să fie implicat în problemele bazei, atunci când Adelaide nu poate comunica cu membrii echipajului aflați la distanță în bio-dome (laboratorul biologic).
În bio-dome, ei găsesc pe cei doi membri ai echipajului: aceștia au fost infectați cu un virus pe bază de apă care face ca organismele contaminate să genereze cantități mari de apă. Virusul este o formă de viață inteligentă care încearcă să infecteze și alte persoane prin intermediul echipajului deja afectat. Una dintre persoanele infectate este pusă în carantină, iar Adelaide și Doctorul se întorc la centrul de comandă și baza este sigilată. Studiind membrul echipajului infectat aflat în carantină, Doctorul și Adelaide află că virusul dorește să meargă pe planeta Pământ care conține multă apă, eveniment care s-ar solda cu extincția umanității, prin urmare membrii neinfectați ai echipajului trebuie să facă orice ca acest lucru să nu se întâmple. În timp ce controlează ghețarul marțian care este sursa de apă a bazei, Doctorul bănuiește că virusul a fost prins acolo cu eoni în urmă de către rasa Ice Warrior. Adelaide descoperă că unul dintre filtre nu a fost montat corect, acesta a permis virusului să intre în instalația de aprovizionare a laboratorului biologic cu apă. Adelaide își dă seama că restul echipajului nu a fost încă expus la apa contaminată, și îi ordonă să se pregătească pentru a reveni la Pământ cu ajutorul rachetei spațiale. Doctorul nu vrea să-i însoțească și vrea să plece spre TARDIS, dar Adelaide îl oprește și-i cere să-i dezvăluie tot ce știe, Doctorul îi explică cu tristețe că soarta bazei și a echipajului său este să dispară într-o explozie nucleară.
TARDIS-ul se materializează pe Pământ lângă casa lui Adelaide. Yuri se duce după Mia s-o calmeze, iar Adelaide îl întreabă pe Doctor de ce a salvat-o dacă moartea ei este fixă în timp. El îi explică  că regulile au fost făcute de mult de Lorzii timpului care au interzis astfel de acțiuni, dar cum el a rămas ultimul Lord al timpului, își poate folosi puterea sa pentru a asigura supraviețuirea unei figuri cheie, cum ar fi Adelaide, pe lângă salvarea unor "oameni mai mici". Adelaide furioasă îl întreabă: "oameni mici cum ar fi Mia și Yuri? Dar cine ești tu să decizi care oameni sunt lipsiți de importanță??" Doctorul ia un ton dur în timp ce se referă la războiul Timpului: "Pentru o lungă perioadă de timp am crezut că am fost doar un supraviețuitor, dar nu sunt, eu sunt câștigătorul... Victoriosul Lord al timpului!" Vizibil îngrijorată, Adelaide îi răspunde că ceea ce face este greșit, îl părăsește pe Doctor și intră în casa ei, unde se sinucide imediat după ce închidere ușa în urma ei.
Doctor este șocat în timp ce își dă seama că Adelaide s-a asigurat că viitorul a rămas neschimbat, excepție fiind că Yuri și Mia au rămas supraviețuitori și martori a ceea ce s-a întâmplat cu baza de pe Marte. Doctorul este copleșit de emoție în timp ce cuvintele lui Adelaide sună ca un ecou în mintea lui. Ood Sigma apare pe stradă. Vizibil agitat, Doctorul consideră că acest lucru este un mesaj și spune că "am mers prea departe." Apoi îl întreabă pe Ooe dacă este timpul ca să moară. Inactiv, Sigma dispare și Doctor se întoarce înapoi în TARDIS unde cu un sfidător "Nu!" începe să opereze controalele navei sale spațiale.

## Actori

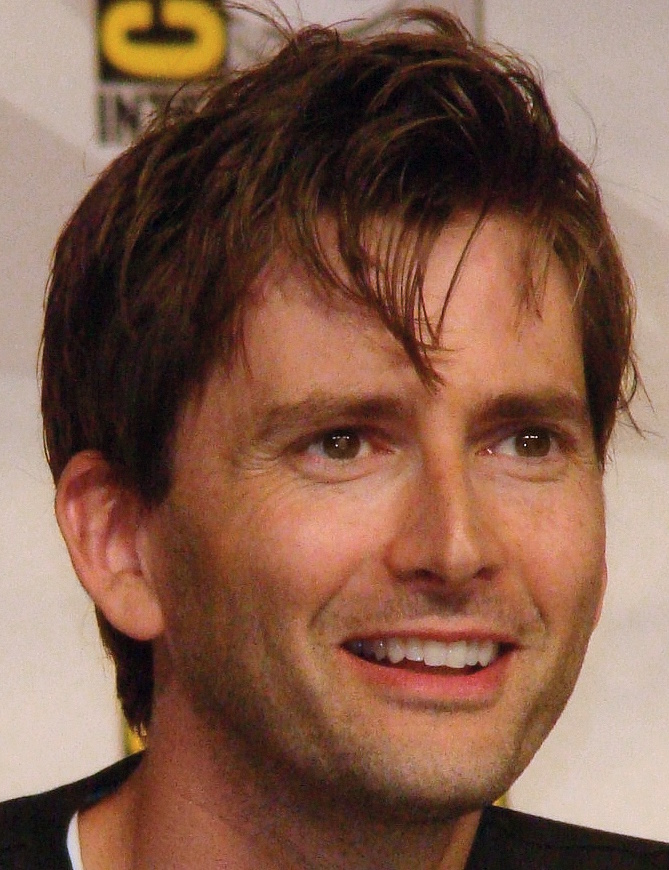
David Tennant este Doctorul
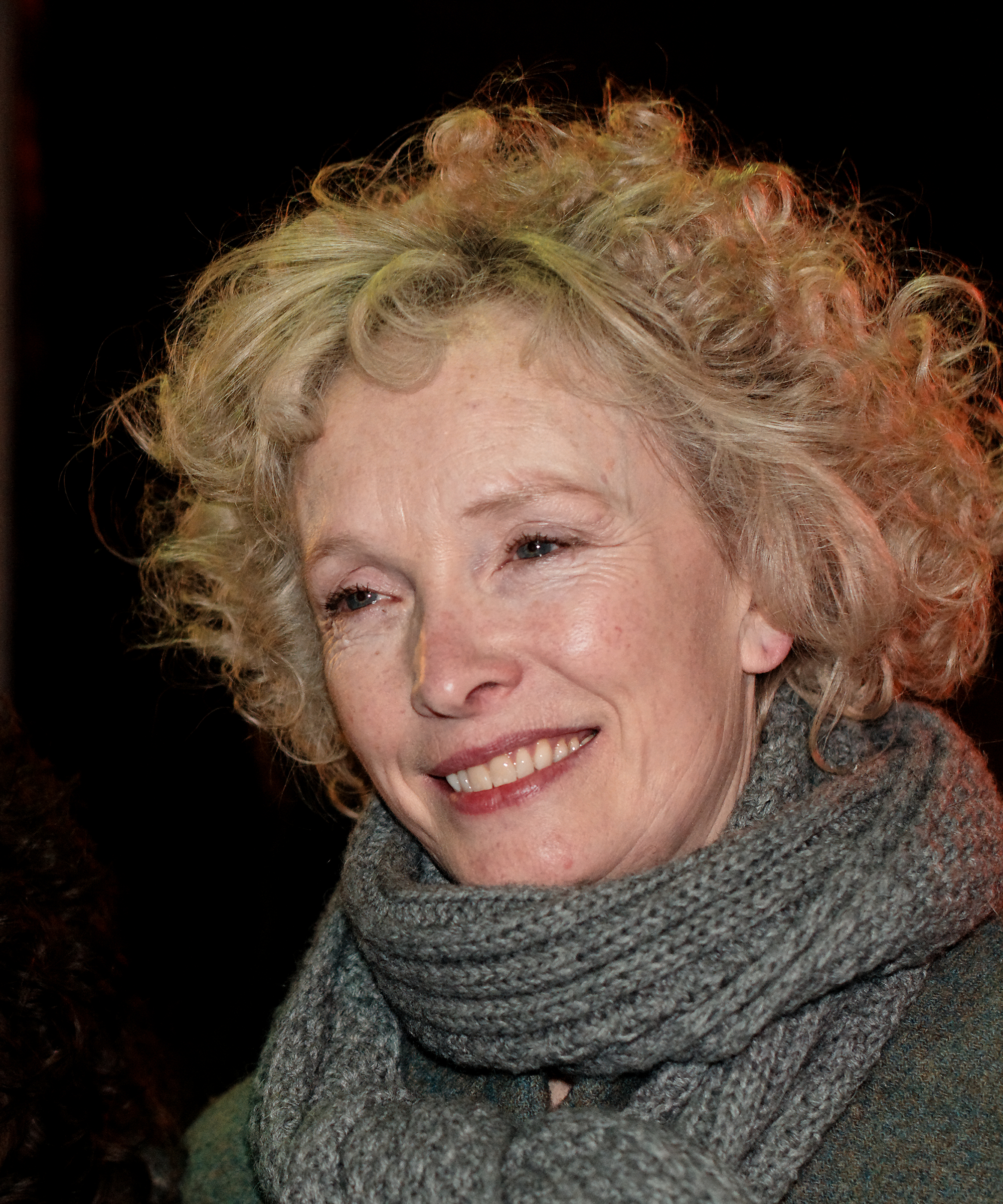
Lindsay Duncan este Cpt. Adelaide Brooke.

### Recenzii
- "The Waters of Mars"  - recenzii la The Doctor Who Ratings Guide